# Lordhowea insularis
Lordhowea insularis là một loài thực vật có hoa trong họ Cúc. Loài này được (Benth.) B.Nord. mô tả khoa học đầu tiên năm 1978.